# (18287) Verkin
(18287) Verkin est un astéroïde de la ceinture principale.

## Description
(18287) Verkin est un astéroïde de la ceinture principale. Il fut découvert le 3 octobre 1975 à Naoutchnyï par Lioudmila Tchernykh. Il présente une orbite caractérisée par un demi-grand axe de 2,27 UA, une excentricité de 0,05 et une inclinaison de 8,8° par rapport à l'écliptique.

## Compléments